# Sojuzprogrammet
För andra betydelser, se Sojuz.

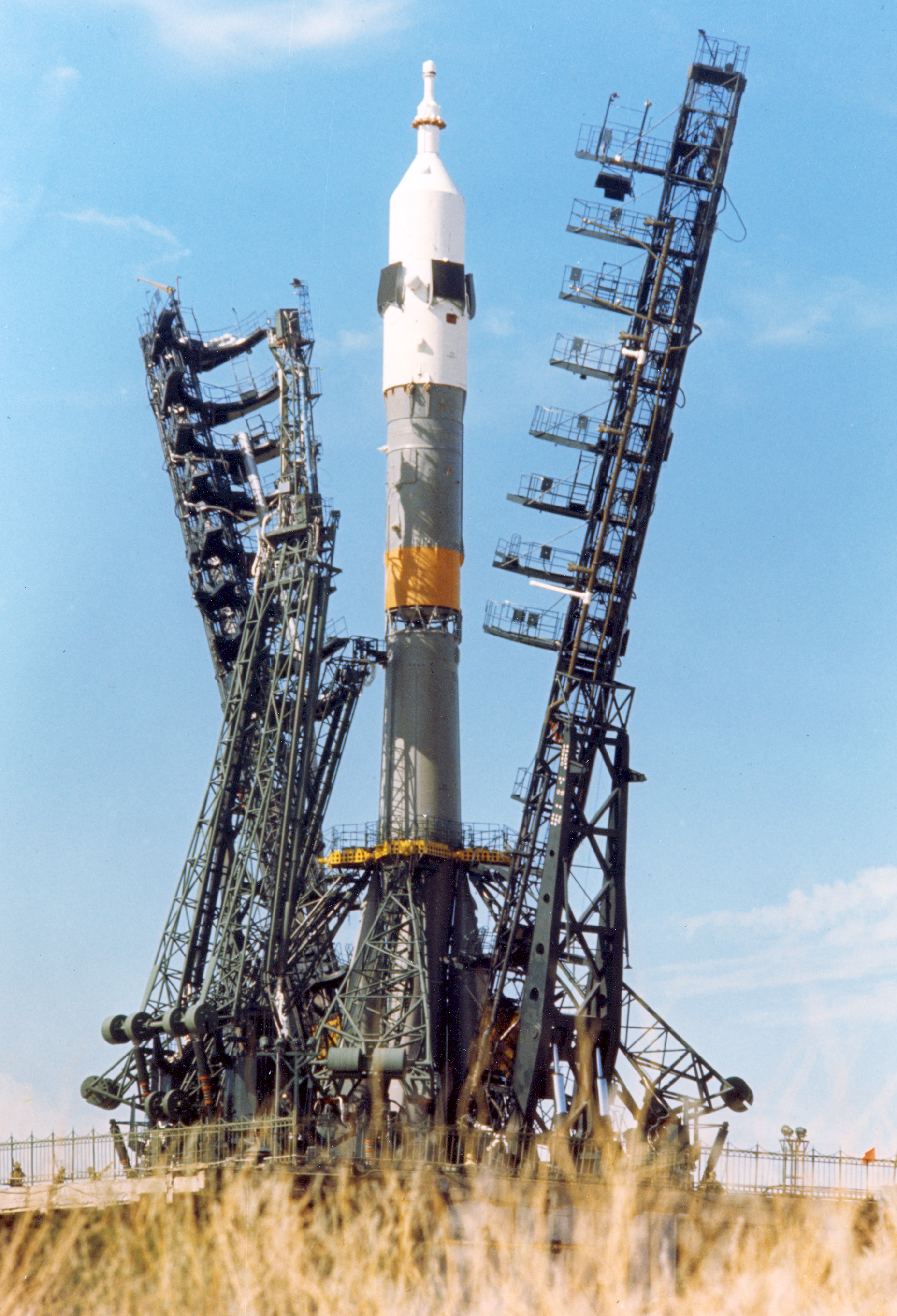
Sojuzraket på avskjutningsramp i Bajkonur 1975.

Sojuzprogrammet var Sovjetunionens bemannade rymdfarkoster med tredje generations rymdfarkoster. Programmet togs över av Ryssland 1991 när Sovjetunionen upplöstes.
Som bärraket använder man en raket vid namn Sojuz. Raketen är en vidareutveckling av Vostokraketen, som användes i Vostokprogrammet.
Under Sojuzprogrammet har man använt sig av sex typer av farkoster. Första farkosterna sköts upp under 1960-talet och har sedan dess utvecklats till nya och mer anpassade till dagens verksamhet med dockningar till den internationella rymdstationen ISS.
Tre saker har alla Sojuzvarianter gemensamt:
- En sfärisk omloppsmodul.
- En liten aerodynamisk återinträdeskapsel.
- En cylindrisk servicemodul med solpaneler.

Sojuzfarkosterna användes från 1970-talets början till rymdstationerna i Saljut-serien och sedermera Mir. Sojuz skjuts upp från kosmodromen i Bajkonur i Kazakstan.
Den 17 juli 1975 skrevs rymdhistoria då en Sojuzfarkost och en Apollofarkost dockade med varandra för första gången. Detta var första gången rymdfarkoster från de två länderna dockade med varandra och kan ses som slutet på rymdkapplöpningen.

## Obemannade
- Kosmos 133
- Uppskjutning misslyckad
- Kosmos 140
- Kosmos 186 (första dockning)
- Kosmos 188 (första dockning)
- Kosmos 212
- Kosmos 213
- Kosmos 238
- Sojuz 2
- Kosmos 396
- Kosmos 496
- Kosmos 573
- Kosmos 613
- Kosmos 638
- Kosmos 656
- Kosmos 670
- Kosmos 672
- Sojuz 20 (dockade med Saljut 4)
- Kosmos 772
- Kosmos 869
- Kosmos 1001
- Kosmos 1074
- Sojuz T-1
- Sojuz TM-1
- Sojuz MS-14

## Bemannade

### Sojuz
23 april 1967 – 22 maj 1981

- Sojuz 1 (besättningen omkom)
- Sojuz 3
- Sojuz 4 (första dockning)
- Sojuz 5 (första dockning)
- Sojuz 6
- Sojuz 7
- Sojuz 8
- Sojuz 9
- Sojuz 10
- Sojuz 11 (besättningen omkom)
- Sojuz 12
- Sojuz 13
- Sojuz 14 (första till Saljut 3)
- Sojuz 15 (sista till Saljut 3)
- Sojuz 16
- Sojuz 17 (första till Saljut 4)
- Sojuz 18a (misslyckad uppskjutning)
- Sojuz 18 (sista till Saljut 4)
- Sojuz 19 (Apollo-Sojuz-testprojektet)
- Sojuz 21 (första till Saljut 5)
- Sojuz 22
- Sojuz 23
- Sojuz 24 (sista till Saljut 5)
- Sojuz 25 (första till Saljut 6)
- Sojuz 26
- Sojuz 27
- Sojuz 28
- Sojuz 29
- Sojuz 30
- Sojuz 31
- Sojuz 32 (obemannad landning)
- Sojuz 33
- Sojuz 34 (obemannad uppskjutning)
- Sojuz 35
- Sojuz 36
- Sojuz 37
- Sojuz 38
- Sojuz 39
- Sojuz 40 (sista till Saljut 6)

### Sojuz T
16 december 1979 – 16 juli 1986

- Sojuz T-2
- Sojuz T-3
- Sojuz T-4
- Sojuz T-5 (första till Saljut 7)
- Sojuz T-6
- Sojuz T-7
- Sojuz T-8
- Sojuz T-9
- Sojuz T-10-1 (misslyckad uppskjutning)
- Sojuz T-10
- Sojuz T-11
- Sojuz T-12
- Sojuz T-13
- Sojuz T-14
- Sojuz T-15 (första till Mir  och sista till Saljut 7)

### Sojuz TM
21 maj 1986 – 10 oktober 2002

- Sojuz TM-2
- Sojuz TM-3
- Sojuz TM-4
- Sojuz TM-5
- Sojuz TM-6
- Sojuz TM-7
- Sojuz TM-8
- Sojuz TM-9
- Sojuz TM-10
- Sojuz TM-11
- Sojuz TM-12
- Sojuz TM-13
- Sojuz TM-14
- Sojuz TM-15
- Sojuz TM-16
- Sojuz TM-17
- Sojuz TM-18
- Sojuz TM-19
- Sojuz TM-20
- Sojuz TM-21
- Sojuz TM-22
- Sojuz TM-23
- Sojuz TM-24
- Sojuz TM-25
- Sojuz TM-26
- Sojuz TM-27
- Sojuz TM-28
- Sojuz TM-29
- Sojuz TM-30 (sista till Mir)
- Sojuz TM-31 (första till ISS)
- Sojuz TM-32 (världens första rymdturist)
- Sojuz TM-33
- Sojuz TM-34 (världens andra rymdturist)

### Sojuz TMA
30 oktober 2002 – 27 april 2012

- Sojuz TMA-1
- Sojuz TMA-2
- Sojuz TMA-3
- Sojuz TMA-4
- Sojuz TMA-5
- Sojuz TMA-6
- Sojuz TMA-7
- Sojuz TMA-8
- Sojuz TMA-9 (världens första kvinnliga rymdturist)
- Sojuz TMA-10
- Sojuz TMA-11
- Sojuz TMA-12
- Sojuz TMA-13
- Sojuz TMA-14
- Sojuz TMA-15
- Sojuz TMA-16
- Sojuz TMA-17
- Sojuz TMA-18
- Sojuz TMA-19
- Sojuz TMA-20
- Sojuz TMA-21
- Sojuz TMA-22

### Sojuz TMA-M
7 oktober 2010 – 7 september 2016

- Sojuz TMA-01M
- Sojuz TMA-02M
- Sojuz TMA-03M
- Sojuz TMA-04M
- Sojuz TMA-05M
- Sojuz TMA-06M
- Sojuz TMA-07M
- Sojuz TMA-08M
- Sojuz TMA-09M
- Sojuz TMA-10M
- Sojuz TMA-11M
- Sojuz TMA-12M
- Sojuz TMA-13M
- Sojuz TMA-14M
- Sojuz TMA-15M
- Sojuz TMA-16M
- Sojuz TMA-17M
- Sojuz TMA-18M
- Sojuz TMA-19M
- Sojuz TMA-20M

### Sojuz MS
7 juli 2016 –
- Sojuz MS-01
- Sojuz MS-02
- Sojuz MS-03
- Sojuz MS-04
- Sojuz MS-05
- Sojuz MS-06
- Sojuz MS-07
- Sojuz MS-08
- Sojuz MS-09
- Sojuz MS-10 (misslyckad uppskjutning)
- Sojuz MS-11
- Sojuz MS-12
- Sojuz MS-13
- Sojuz MS-15
- Sojuz MS-16
- Sojuz MS-17
- Sojuz MS-18
- Sojuz MS-19
- Sojuz MS-20
- Sojuz MS-21
- Sojuz MS-22
- Sojuz MS-23
- Sojuz MS-24
- Sojuz MS-25
- Sojuz MS-26
- Sojuz MS-27
- Sojuz MS-28
- Sojuz MS-29
- Sojuz MS-30